# أكثم خامراكولوف
أكثم خامراكولوف (30 يناير 1988 بكورغان تبه في طاجيكستان - ) هو مدرب كرة قدم ولاعب كرة قدم طاجيكي في مركز الهجوم. شارك مع منتخب طاجيكستان لكرة القدم. أما مع النوادي، فقد لعب مع ريغار-تاداز تورسونزاده ونادي خجند وFC Khatlon ‏ وShuvalan FK ‏.

## وصلات خارجية
- أكثم خامراكولوف على موقع الاتحاد الدولي (مؤرشف)  (الإنجليزية)
- أكثم خامراكولوف على موقع قاعدة بيانات كرة القدم.إي يو (الإنجليزية)
- أكثم خامراكولوف على موقع ناشيونال فوتبول تيمز (الإنجليزية)
- أكثم خامراكولوف على موقع Soccerway.com (الإنجليزية)